# 帕魯季涅
46°42′23″N 31°53′48″E / 46.70639°N 31.89667°E
帕魯蒂內（烏克蘭語：Пару́тине），是烏克蘭南部的村莊，隸屬尼古拉耶夫州的尼古拉耶夫區。該村始建於1811年，面積2.17平方公里，海拔高度24米，2001年人口1,996，人口密度每平方公里919.8人。